# Тур де л’Од феминин 1985
Тур де л’Од феминин 1985 — шоссейная многодневная велогонка по территории Франции. Гонка прошла с 5 по 8 мая 1985 года.
Победу одержала американская велогонщица Жанель Паркс. Британка Дениза Бёртон и итальянка Имельда Кьяппа заняли, соответственно, второе и третье места. В очковой классификации лучшей стала британка Дениза Бёртон, в горной — американка Жанель Паркс.
Это была дебютная гонка, схожая с другой французской многодневкой Женский Тур де Франс.

## Участники
| Национальные сборные (10)- США - Великобритания - Италия - Бельгия - ФРГ - Швеция - Австрия - Франция - Канада - Нидерланды |
| |

| Легенда    | Легенда                                                 |
| ---------- | ------------------------------------------------------- |
| (RR и ITT) | Чемпион мира, континента, страны с указанием дисциплины |
| №          | Стартовый номер                                         |
| Место      | Итоговое место                                          |
| DNF        | Не финишировал                                          |
| OTL        | Не попал в лимит времени                                |
| DNS        | Не стартовал                                            |
| DSQ        | Дисквалифицирован                                       |

| Австрия AUT | Австрия AUT | Австрия AUT |
| ----------- | ----------- | ----------- |
| №           | Гонщик      | Место       |
|             | Йоханна Хак | 9-й         |

| Бельгия BEL | Бельгия BEL | Бельгия BEL |
| ----------- | ----------- | ----------- |
| №           | Гонщик      | Место       |
|             | Ильзе Фиер  | 4-й         |
|             | Надин Фирс  |             |

| Великобритания GBR | Великобритания GBR | Великобритания GBR |
| ------------------ | ------------------ | ------------------ |
| №                  | Гонщик             | Место              |
|                    | Дениза Бёртон      | 2-й                |
|                    | Лиза Брамбани      |                    |

| Италия ITA | Италия ITA     | Италия ITA |
| ---------- | -------------- | ---------- |
| №          | Гонщик         | Место      |
|            | Имельда Кьяппа | 3-й        |

| Канада CAN | Канада CAN     | Канада CAN |
| ---------- | -------------- | ---------- |
| №          | Гонщик         | Место      |
|            | Женевьев Бруне |            |
|            | Мари-Клод Оде  |            |

| Нидерланды NED | Нидерланды NED | Нидерланды NED |
| -------------- | -------------- | -------------- |
| №              | Гонщик         | Место          |
|                | Эрика Омен     |                |
|                | Хенни Топ      |                |

| США USA | США USA      | США USA |
| ------- | ------------ | ------- |
| №       | Гонщик       | Место   |
|         | Сьюзан Элерс | 8-й     |
|         | Жанель Паркс | 1-й     |

| ФРГ FRG | ФРГ FRG       | ФРГ FRG |
| ------- | ------------- | ------- |
| №       | Гонщик        | Место   |
|         | Биргит Фёрстл | 5-й     |
|         | Петра Кох     | 7-й     |

| Франция FRA | Франция FRA     | Франция FRA |
| ----------- | --------------- | ----------- |
| №           | Гонщик          | Место       |
|             | Доминик Дамиани |             |
|             | Паскаль Рануччи | 10-й        |

| Швеция SWE | Швеция SWE   | Швеция SWE |
| ---------- | ------------ | ---------- |
| №          | Гонщик       | Место      |
|            | Паула Вестер | 6-й        |

| Австрия AUT | Австрия AUT | Австрия AUT |
| ----------- | ----------- | ----------- |
| №           | Гонщик      | Место       |
|             | Йоханна Хак | 9-й         |

| Бельгия BEL | Бельгия BEL | Бельгия BEL |
| ----------- | ----------- | ----------- |
| №           | Гонщик      | Место       |
|             | Ильзе Фиер  | 4-й         |
|             | Надин Фирс  |             |

| Великобритания GBR | Великобритания GBR | Великобритания GBR |
| ------------------ | ------------------ | ------------------ |
| №                  | Гонщик             | Место              |
|                    | Дениза Бёртон      | 2-й                |
|                    | Лиза Брамбани      |                    |

| Италия ITA | Италия ITA     | Италия ITA |
| ---------- | -------------- | ---------- |
| №          | Гонщик         | Место      |
|            | Имельда Кьяппа | 3-й        |

| Канада CAN | Канада CAN     | Канада CAN |
| ---------- | -------------- | ---------- |
| №          | Гонщик         | Место      |
|            | Женевьев Бруне |            |
|            | Мари-Клод Оде  |            |

| Нидерланды NED | Нидерланды NED | Нидерланды NED |
| -------------- | -------------- | -------------- |
| №              | Гонщик         | Место          |
|                | Эрика Омен     |                |
|                | Хенни Топ      |                |

| США USA | США USA      | США USA |
| ------- | ------------ | ------- |
| №       | Гонщик       | Место   |
|         | Сьюзан Элерс | 8-й     |
|         | Жанель Паркс | 1-й     |

| ФРГ FRG | ФРГ FRG       | ФРГ FRG |
| ------- | ------------- | ------- |
| №       | Гонщик        | Место   |
|         | Биргит Фёрстл | 5-й     |
|         | Петра Кох     | 7-й     |

| Франция FRA | Франция FRA     | Франция FRA |
| ----------- | --------------- | ----------- |
| №           | Гонщик          | Место       |
|             | Доминик Дамиани |             |
|             | Паскаль Рануччи | 10-й        |

| Швеция SWE | Швеция SWE   | Швеция SWE |
| ---------- | ------------ | ---------- |
| №          | Гонщик       | Место      |
|            | Паула Вестер | 6-й        |

| Австрия AUT | Австрия AUT | Австрия AUT |
| ----------- | ----------- | ----------- |
| №           | Гонщик      | Место       |
|             | Йоханна Хак | 9-й         |

| Бельгия BEL | Бельгия BEL | Бельгия BEL |
| ----------- | ----------- | ----------- |
| №           | Гонщик      | Место       |
|             | Ильзе Фиер  | 4-й         |
|             | Надин Фирс  |             |

| Великобритания GBR | Великобритания GBR | Великобритания GBR |
| ------------------ | ------------------ | ------------------ |
| №                  | Гонщик             | Место              |
|                    | Дениза Бёртон      | 2-й                |
|                    | Лиза Брамбани      |                    |

| Италия ITA | Италия ITA     | Италия ITA |
| ---------- | -------------- | ---------- |
| №          | Гонщик         | Место      |
|            | Имельда Кьяппа | 3-й        |

| Канада CAN | Канада CAN     | Канада CAN |
| ---------- | -------------- | ---------- |
| №          | Гонщик         | Место      |
|            | Женевьев Бруне |            |
|            | Мари-Клод Оде  |            |

| Нидерланды NED | Нидерланды NED | Нидерланды NED |
| -------------- | -------------- | -------------- |
| №              | Гонщик         | Место          |
|                | Эрика Омен     |                |
|                | Хенни Топ      |                |

| США USA | США USA      | США USA |
| ------- | ------------ | ------- |
| №       | Гонщик       | Место   |
|         | Сьюзан Элерс | 8-й     |
|         | Жанель Паркс | 1-й     |

| ФРГ FRG | ФРГ FRG       | ФРГ FRG |
| ------- | ------------- | ------- |
| №       | Гонщик        | Место   |
|         | Биргит Фёрстл | 5-й     |
|         | Петра Кох     | 7-й     |

| Франция FRA | Франция FRA     | Франция FRA |
| ----------- | --------------- | ----------- |
| №           | Гонщик          | Место       |
|             | Доминик Дамиани |             |
|             | Паскаль Рануччи | 10-й        |

| Швеция SWE | Швеция SWE   | Швеция SWE |
| ---------- | ------------ | ---------- |
| №          | Гонщик       | Место      |
|            | Паула Вестер | 6-й        |

| Австрия AUT | Австрия AUT | Австрия AUT |
| ----------- | ----------- | ----------- |
| №           | Гонщик      | Место       |
|             | Йоханна Хак | 9-й         |

| Бельгия BEL | Бельгия BEL | Бельгия BEL |
| ----------- | ----------- | ----------- |
| №           | Гонщик      | Место       |
|             | Ильзе Фиер  | 4-й         |
|             | Надин Фирс  |             |

| Великобритания GBR | Великобритания GBR | Великобритания GBR |
| ------------------ | ------------------ | ------------------ |
| №                  | Гонщик             | Место              |
|                    | Дениза Бёртон      | 2-й                |
|                    | Лиза Брамбани      |                    |

| Италия ITA | Италия ITA     | Италия ITA |
| ---------- | -------------- | ---------- |
| №          | Гонщик         | Место      |
|            | Имельда Кьяппа | 3-й        |

| Канада CAN | Канада CAN     | Канада CAN |
| ---------- | -------------- | ---------- |
| №          | Гонщик         | Место      |
|            | Женевьев Бруне |            |
|            | Мари-Клод Оде  |            |

| Нидерланды NED | Нидерланды NED | Нидерланды NED |
| -------------- | -------------- | -------------- |
| №              | Гонщик         | Место          |
|                | Эрика Омен     |                |
|                | Хенни Топ      |                |

| США USA | США USA      | США USA |
| ------- | ------------ | ------- |
| №       | Гонщик       | Место   |
|         | Сьюзан Элерс | 8-й     |
|         | Жанель Паркс | 1-й     |

| ФРГ FRG | ФРГ FRG       | ФРГ FRG |
| ------- | ------------- | ------- |
| №       | Гонщик        | Место   |
|         | Биргит Фёрстл | 5-й     |
|         | Петра Кох     | 7-й     |

| Франция FRA | Франция FRA     | Франция FRA |
| ----------- | --------------- | ----------- |
| №           | Гонщик          | Место       |
|             | Доминик Дамиани |             |
|             | Паскаль Рануччи | 10-й        |

| Швеция SWE | Швеция SWE   | Швеция SWE |
| ---------- | ------------ | ---------- |
| №          | Гонщик       | Место      |
|            | Паула Вестер | 6-й        |

## Маршрут
Маршрут гонки состоял из пролога, 2 этапов и 2полуэтапов. Таким образом гонка длилась 4 дня. Старт и финиш гонки были в Каркасоне, префектуре департамента Од.
| Этап   | Дата  | Маршрут                 | type                    | Длина (км) | Победитель      | Лидер генеральной классификации |
| ------ | ----- | ----------------------- | ----------------------- | ---------- | --------------- | ------------------------------- |
| Пролог | 5 май | Каркасон – Каркасон     | индивидуальная разделка | 2,5        | Хенни Топ       | Хенни Топ                       |
| 1      | 6 май | Каркасон – Каркасон     |                         | 70         | Имельда Кьяппа  |                                 |
| 2a     | 7 май | Каркасон – Рен-ле-Бен   |                         |            | Жанель Паркс    |                                 |
| 2b     | 7 май | Рен-ле-Бен – Але-ле-Бен |                         |            | Паскаль Рануччи |                                 |
| 3      | 8 май | Але-ле-Бен – Каркасон   |                         |            | Эрика Омен      | Жанель Паркс                    |

## Ход гонки

### Пролог
| Каркасон - Каркасон | индивидуальная разделка | (2,5 км) |

| \| Результаты этапа \| Результаты этапа \| Результаты этапа \| Результаты этапа \| Результаты этапа \| \| Гонщик \| Гонщик \| Команда \| Время \| \| \| ---------------- \| ---------------- \| ---------------- \| ---------------- \| ---------------- \| \| 1-й \| Хенни Топ \| Нидерланды \| \| \| \| 2-й \| Мари-Клод Оде \| Канада \| \| \| \| 3-й \| Женевьев Бруне \| Канада \| \| \| |                |            |       |
| |                |            |       |
| |                |            |       |
| Результаты этапа |                |            |       |
| Гонщик | Гонщик         | Команда    | Время |
| 1-й | Хенни Топ      | Нидерланды |       |
| 2-й | Мари-Клод Оде  | Канада     |       |
| 3-й | Женевьев Бруне | Канада     |       |

| \| Генеральная классификация \| Генеральная классификация \| Генеральная классификация \| Генеральная классификация \| Генеральная классификация \| \| Гонщик \| Гонщик \| Команда \| Время \| \| \| ------------------------- \| ------------------------- \| ------------------------- \| ------------------------- \| ------------------------- \| |        |         |       |
| |        |         |       |
| |        |         |       |
| Генеральная классификация |        |         |       |
| Гонщик | Гонщик | Команда | Время |

### Этап 1
| Каркасон - Каркасон |  | (70 км) |

| \| Результаты этапа \| Результаты этапа \| Результаты этапа \| Результаты этапа \| Результаты этапа \| \| Гонщик \| Гонщик \| Команда \| Время \| \| \| ---------------- \| ---------------- \| ---------------- \| ---------------- \| ---------------- \| \| 1-й \| Имельда Кьяппа \| Италия \| \| \| \| 2-й \| Жанель Паркс \| США \| \| \| \| 3-й \| Лиза Брамбани \| Великобритания \| \| \| |                |                |       |
| |                |                |       |
| |                |                |       |
| Результаты этапа |                |                |       |
| Гонщик | Гонщик         | Команда        | Время |
| 1-й | Имельда Кьяппа | Италия         |       |
| 2-й | Жанель Паркс   | США            |       |
| 3-й | Лиза Брамбани  | Великобритания |       |

| \| Генеральная классификация \| Генеральная классификация \| Генеральная классификация \| Генеральная классификация \| Генеральная классификация \| \| Гонщик \| Гонщик \| Команда \| Время \| \| \| ------------------------- \| ------------------------- \| ------------------------- \| ------------------------- \| ------------------------- \| |        |         |       |
| |        |         |       |
| |        |         |       |
| Генеральная классификация |        |         |       |
| Гонщик | Гонщик | Команда | Время |

### Этап 2a
| Каркасон - Рен-ле-Бен |  | () |

| \| Результаты этапа \| Результаты этапа \| Результаты этапа \| Результаты этапа \| Результаты этапа \| \| Гонщик \| Гонщик \| Команда \| Время \| \| \| ---------------- \| ---------------- \| ---------------- \| ---------------- \| ---------------- \| \| 1-й \| Жанель Паркс \| США \| \| \| \| 2-й \| Дениза Бёртон \| Великобритания \| \| \| \| 3-й \| Доминик Дамиани \| Франция \| \| \| |                 |                |       |
| |                 |                |       |
| |                 |                |       |
| Результаты этапа |                 |                |       |
| Гонщик | Гонщик          | Команда        | Время |
| 1-й | Жанель Паркс    | США            |       |
| 2-й | Дениза Бёртон   | Великобритания |       |
| 3-й | Доминик Дамиани | Франция        |       |

| \| Генеральная классификация \| Генеральная классификация \| Генеральная классификация \| Генеральная классификация \| Генеральная классификация \| \| Гонщик \| Гонщик \| Команда \| Время \| \| \| ------------------------- \| ------------------------- \| ------------------------- \| ------------------------- \| ------------------------- \| |        |         |       |
| |        |         |       |
| |        |         |       |
| Генеральная классификация |        |         |       |
| Гонщик | Гонщик | Команда | Время |

### Этап 2b
| Рен-ле-Бен - Але-ле-Бен |  | () |

| \| Результаты этапа \| Результаты этапа \| Результаты этапа \| Результаты этапа \| Результаты этапа \| \| Гонщик \| Гонщик \| Команда \| Время \| \| \| ---------------- \| ---------------- \| ---------------- \| ---------------- \| ---------------- \| \| 1-й \| Паскаль Рануччи \| Франция \| \| \| \| 2-й \| Жанель Паркс \| США \| \| \| \| 3-й \| Паула Вестер \| Швеция \| \| \| |                 |         |       |
| |                 |         |       |
| |                 |         |       |
| Результаты этапа |                 |         |       |
| Гонщик | Гонщик          | Команда | Время |
| 1-й | Паскаль Рануччи | Франция |       |
| 2-й | Жанель Паркс    | США     |       |
| 3-й | Паула Вестер    | Швеция  |       |

| \| Генеральная классификация \| Генеральная классификация \| Генеральная классификация \| Генеральная классификация \| Генеральная классификация \| \| Гонщик \| Гонщик \| Команда \| Время \| \| \| ------------------------- \| ------------------------- \| ------------------------- \| ------------------------- \| ------------------------- \| |        |         |       |
| |        |         |       |
| |        |         |       |
| Генеральная классификация |        |         |       |
| Гонщик | Гонщик | Команда | Время |

### Этап 3
| Але-ле-Бен - Каркасон |  | () |

| \| Результаты этапа \| Результаты этапа \| Результаты этапа \| Результаты этапа \| Результаты этапа \| \| Гонщик \| Гонщик \| Команда \| Время \| \| \| ---------------- \| ---------------- \| ---------------- \| ---------------- \| ---------------- \| \| 1-й \| Эрика Омен \| Нидерланды \| \| \| \| 2-й \| Доминик Дамиани \| Франция \| \| \| \| 3-й \| Надин Фирс \| Бельгия \| \| \| |                 |            |       |
| |                 |            |       |
| |                 |            |       |
| Результаты этапа |                 |            |       |
| Гонщик | Гонщик          | Команда    | Время |
| 1-й | Эрика Омен      | Нидерланды |       |
| 2-й | Доминик Дамиани | Франция    |       |
| 3-й | Надин Фирс      | Бельгия    |       |

## Лидеры классификаций
| Этап   |                         | Победитель _    | Генеральная классификация _ | Очковая _      | Горная _       | Командная по времени _ |
| ------ | ----------------------- | --------------- | --------------------------- | -------------- | -------------- | ---------------------- |
| Пролог | индивидуальная разделка | Хенни Топ       | Хенни Топ                   | не определялся | не определялся | не определялся         |
| 1      |                         | Имельда Кьяппа  | не определялся              | не определялся | не определялся | не определялся         |
| 2a     |                         | Жанель Паркс    | не определялся              | не определялся | не определялся | не определялся         |
| 2b     |                         | Паскаль Рануччи | не определялся              | не определялся | не определялся | не определялся         |
| 3      |                         | Эрика Омен      | Жанель Паркс                | Дениза Бёртон  | Жанель Паркс   | Великобритания         |
| Итог   | Итог                    |                 | Жанель Паркс                | Дениза Бёртон  | Жанель Паркс   | Великобритания         |

## Итоговое положение
| \| Генеральная классификация \| Генеральная классификация \| Генеральная классификация \| Генеральная классификация \| Генеральная классификация \| \| Гонщик \| Гонщик \| Команда \| Время \| \| \| ------------------------- \| ------------------------- \| ------------------------- \| ------------------------- \| ------------------------- \| \| 1-й \| Жанель Паркс \| \| 5ч 38' 40 \| \| \| 2-й \| Дениза Бёртон \| \| \| \| \| 3-й \| Имельда Кьяппа \| \| \| \| \| 4-й \| Ильзе Фиер \| \| \| \| \| 5-й \| Биргит Фёрстл \| \| \| \| \| 6-й \| Паула Вестер \| \| \| \| \| 7-й \| Петра Кох \| \| \| \| \| 8-й \| Сьюзан Элерс \| \| \| \| \| 9-й \| Йоханна Хак \| \| \| \| \| 10-й \| Паскаль Рануччи \| \| \| \| |                 |         |           |
| |                 |         |           |
| |                 |         |           |
| Генеральная классификация |                 |         |           |
| Гонщик | Гонщик          | Команда | Время     |
| 1-й | Жанель Паркс    |         | 5ч 38' 40 |
| 2-й | Дениза Бёртон   |         |           |
| 3-й | Имельда Кьяппа  |         |           |
| 4-й | Ильзе Фиер      |         |           |
| 5-й | Биргит Фёрстл   |         |           |
| 6-й | Паула Вестер    |         |           |
| 7-й | Петра Кох       |         |           |
| 8-й | Сьюзан Элерс    |         |           |
| 9-й | Йоханна Хак     |         |           |
| 10-й | Паскаль Рануччи |         |           |